# Paperboy 2
Paperboy 2 é um jogo eletrônico e a sequência direta de Paperboy. Ele foi lançado para um grande número de sistemas, incluindo Amiga, Amstrad CPC, Atari ST, DOS, Game Boy, Game Gear, Sega Genesis, NES, SNES e ZX Spectrum. O jogo é bastante semelhante ao seu antecessor: o jogador controla um garoto que entrega jornais que deve navegar por uma série de obstáculos bizarros enquanto tenta entregar o jornal da manhã para vários clientes na rua. Também como o seu antecessor, Paperboy 2 é reconhecido por sua dificuldade.